# Lista de rainhas das Astúrias
Esta é uma lista de rainhas das Astúrias.

## Reino das Astúrias

### Dinastia Asturo-Leonesa
| Nome                                    | Retrato | Nascimento                                                     | Cônjuge                                                                   | Morte                    |
| --------------------------------------- | ------- | -------------------------------------------------------------- | ------------------------------------------------------------------------- | ------------------------ |
| Gaudiosa ? – 737?                       |         | c. 695 Cosgaya                                                 | Pelágio das Astúrias 2 filhos                                             | ?                        |
| Froiluba 737 – 739                      |         | ?                                                              | Fávila das Astúrias                                                       | ?                        |
| Ermesinda das Astúrias 739 – 757?       |         | c. 725 filha de Pelágio das Astúrias e Gaudiosa                | Afonso I das Astúrias 3 filhos                                            | ?                        |
| Munia de Álava 759 – 768                |         | c. 740                                                         | Fruela I das Astúrias 759 3 filhos                                        | c. 780                   |
| Adosinda 774 – 783                      |         | c. 728 filha de Afonso I das Astúrias e Ermesinda das Astúrias | Silo das Astúrias                                                         | c. 785                   |
| Creusa 783 – 789                        |         | ?                                                              | Mauregato das Astúrias 2 filhos                                           | ?                        |
| Ursinda Muniadona de Coimbra            |         | c. 750                                                         | Bermudo I das Astúrias 1 filho                                            | ?                        |
| Urraca 842                              |         | ?                                                              | Ramiro I das Astúrias c. 820 1 filho                                      | ?                        |
| Paterna de Castela 842 – 848            |         | ?                                                              | Ramiro I das Astúrias c. 842 2 filhos                                     | ?                        |
| Nuna 850 – 866                          |         | ?                                                              | Ordonho I das Astúrias 3 filhos                                           | ?                        |
| Jimena Garcês de Pamplona 869/870 – 910 |         | c. 848 filha de Garcia Íñiguez de Pamplona (presuntivamente)   | Afonso III das Astúrias Entre 28 de maio e 20 de dezembro de 873 8 filhos | c. Junho de 912          |
| Nunilo Ximena 911 – 913                 |         | ?                                                              | Fruela II das Astúrias e Leão c. 911 3 filhos                             | c. 25 de novembro de 913 |
| Urraca binte Cassi 917 – 925            |         | ? filha de Abedalá                                             | Fruela II das Astúrias e Leão 913/917 2 filhos                            | ?                        |

- Esta lista é continuada por Lista de rainhas de Leão